# Мингуль (посёлок)
Мингуль — поселок в Сухобузимском районе Красноярского края. Входит в состав Атамановского сельсовета.

## История
В 1976 году Указом Президиума ВС РСФСР поселок отделения № 1 совхоза «Таежный» переименован в Мингуль.

## Население
| 2010 |
| ---- |
| 481  |